# سیرانو دو برژراک (فیلم ۱۹۹۰)
سیرانو دو برژراک (انگلیسی: Cyrano de Bergerac) فیلمی به کارگردانی ژان پل راپنو است که در سال ۱۹۹۰ منتشر شد. از بازیگران آن می‌توان به ژرار دوپاردیو و وینسنت پرز اشاره کرد.

## جایزه‌ها
- برنده جایزه اسکار بهترین طراحی لباس
- برنده جایزه گلدن گلوب بهترین فیلم غیرانگلیسی‌زبان
- برنده جایزه بهترین بازیگر نقش اول مرد (جشنواره فیلم کن) (ژرار دوپاردیو)
- برنده جایزه بفتا بهترین طراحی لباس
- برنده جایزه بفتا بهترین فیلم‌برداری
- برنده جایزه بفتا بهترین چهره‌پردازی
- برنده جایزه بفتا بهترین موسیقی